# Формація.Львів
Формація. Львів — муніципальний індустріальний парк, створений у співпраці Львівської міської ради, Київської школи економіки (KSE), міністерства економіки України та компанією Alterra Group. Архітектор проєкту — Дмитро Аранчій. Реалізація першої черги очікується в першій половині 2025 року.

## Історія
ТОВ «ФОРМАЦІЯ СИГНІВКА» (Формація. Львів) було заснована Дмитром Ковальчуком у липні 2023 року. На початковому етапі проєкт називався Формація. Сигнівка. З грудня 2023 року індустріальний парк отримав назву «Формація. Львів».
10 жовтня 2023 КМУ видав розпорядження про включення індустріального парку «Сигнівка» до Реєстру індустріальних парків. 12 жовтня 2023 року майбутній індустріальний парк був занесений Міністерством економіки до реєстру індустріальних парків.
1 листопада 2023 року було проанонсовано проєкт муніципального індустріального парку у промисловій зоні «Сигнівка» у Львові. Проєкт передбачає будівництво понад 150 тис. м² виробничих, складських та офісних приміщень на площі 30 га.
22 грудня 2023 року — відкриття проєкту на будівельному майданчику за участі мера міста Львова Андрія Садового, заступника міністра економіки Володимира Кузьо, координаторки програм посольства Великої Британії в Україні Світлани Яворської.  
У березні 2024 року індустріальний парк «Формація. Львів» був представлений в рамках українського стенда на форумі нерухомості MIPIM 2024 в Каннах.
Проєкт Формація. Львів створений за моделлю quadruple helix, що налічує чотири сектори взаємодії (освіти, держави, бізнесу та суспільства). Запланована площа парку — 30 га, а площа всіх будівель — 150 000 кв.м, що налічуватимете виробничі площі та інфраструктуру і сервіси для бізнесу. 

## Структура
Інфраструктура для  бізнесу: лабораторія прототипування, RsD центр, бізнес-інкубатор, простір для івентів, офіси та шоуруми, програми співпраці з навчальними закладами.
- Сервіси для розвитку бізнесу: програми співпраці з навчальними закладами, представлення на міжнародних майданчиках та виставках, ком'юніті бізнесів, допомога в релокації, програми, менторство від провідних бізнес-програм, перекваліфікації та розвитку технічних працівників.
- Інфраструктура для працівників: супермаркет, аптека, кафе, ресторан, медичний центр, зона відпочинку, спортзал, спортивне мультифункціональне поле, лаунж-зона.[16][17]

## Галерея

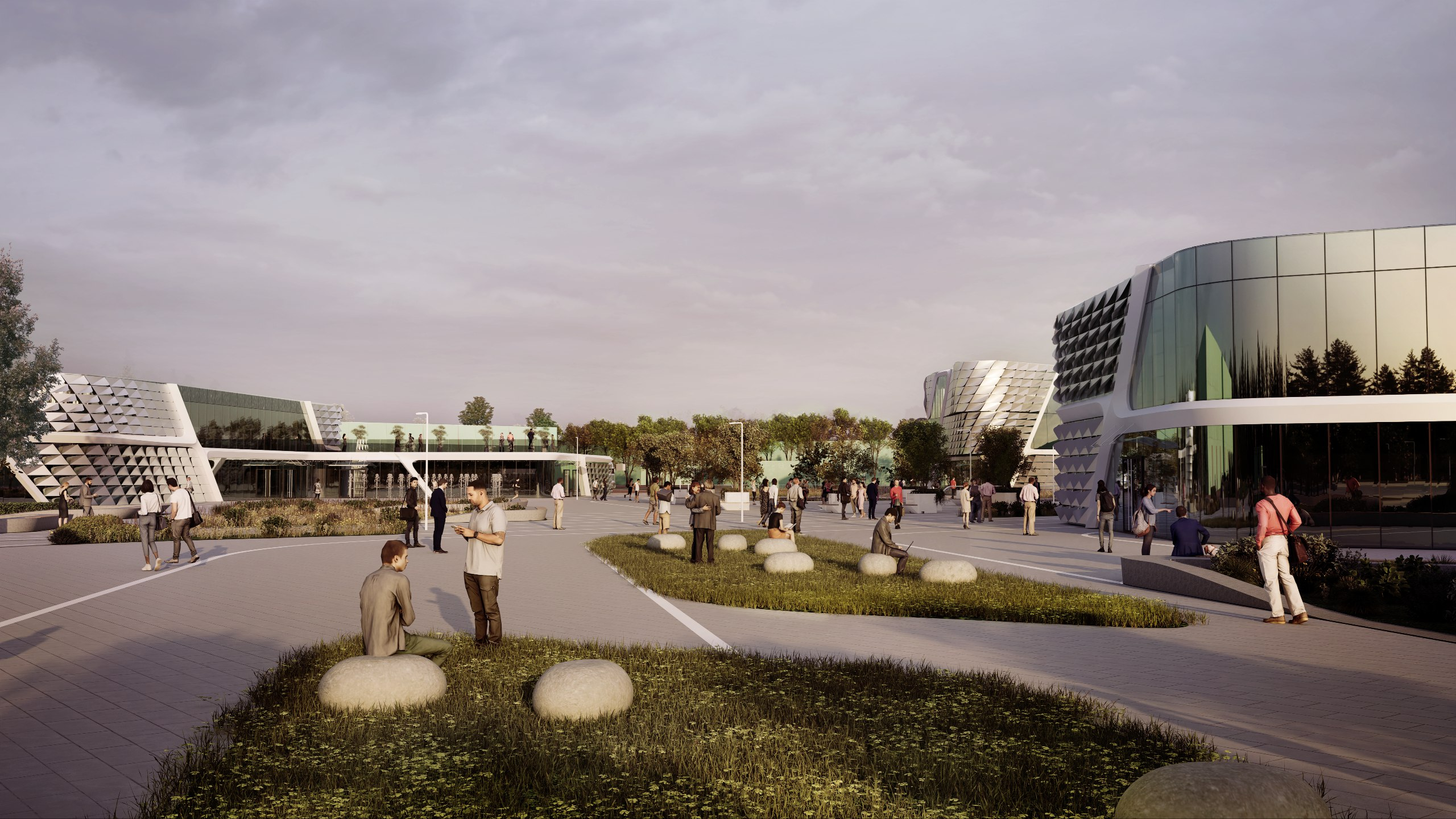
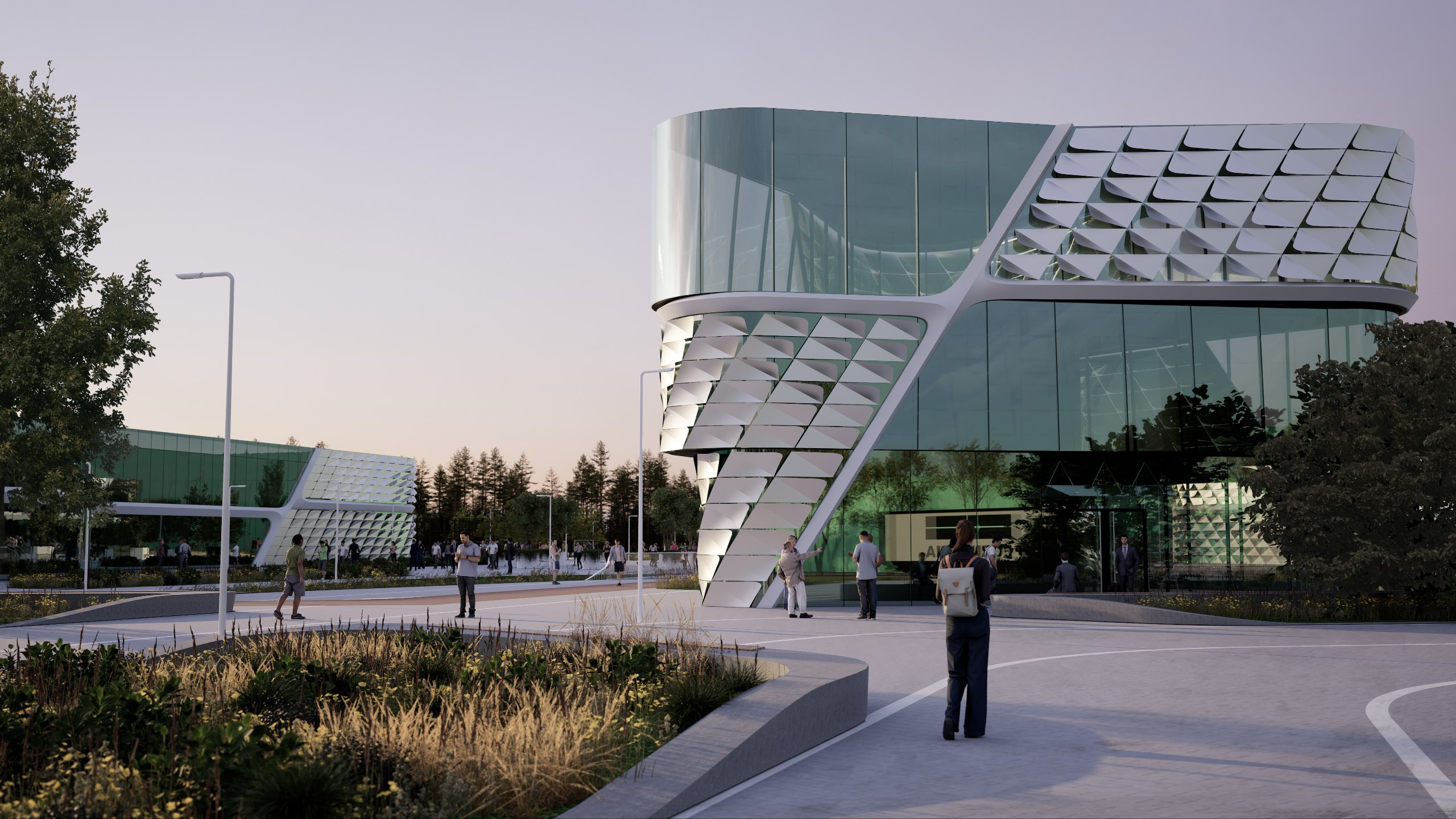
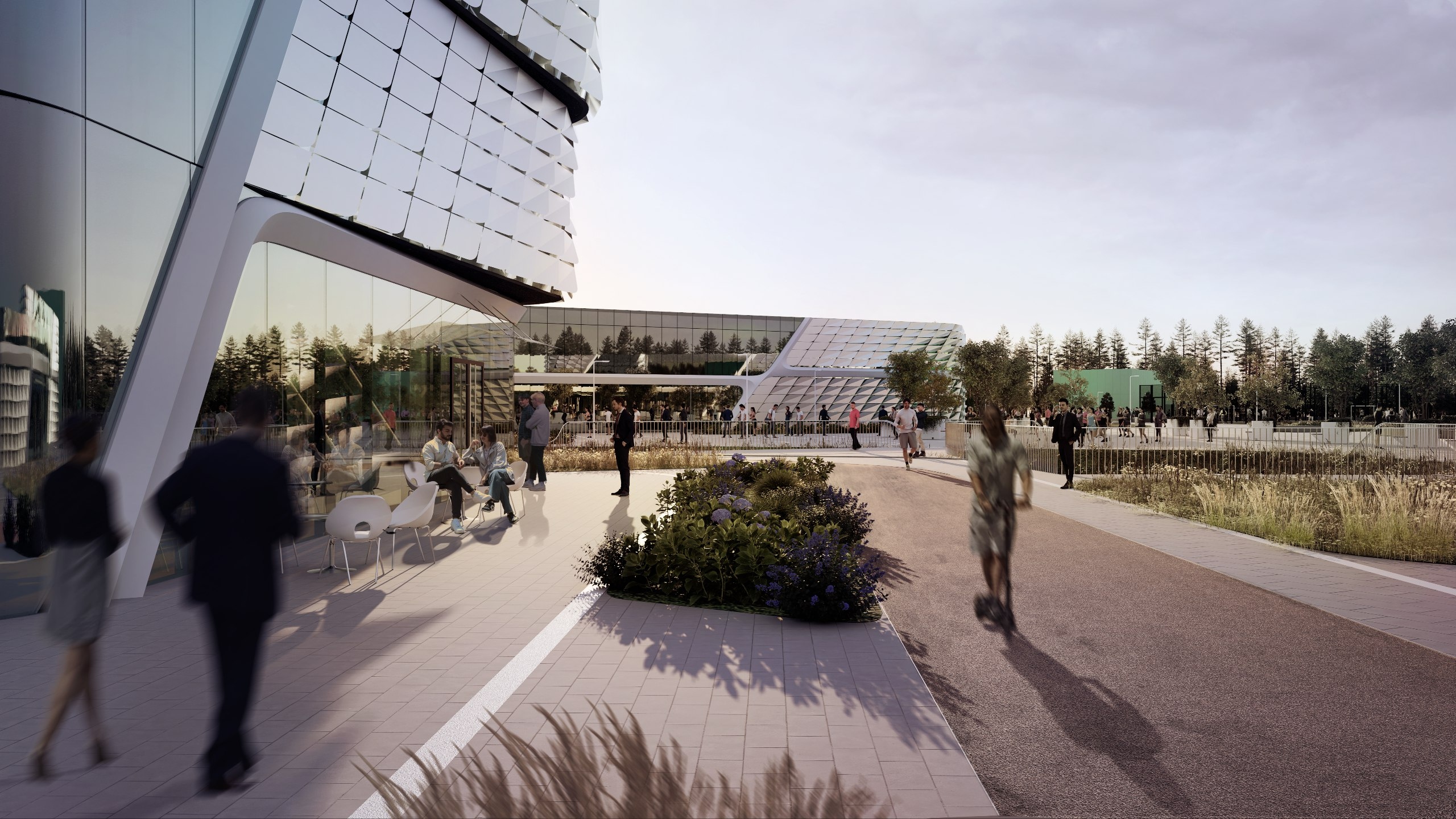
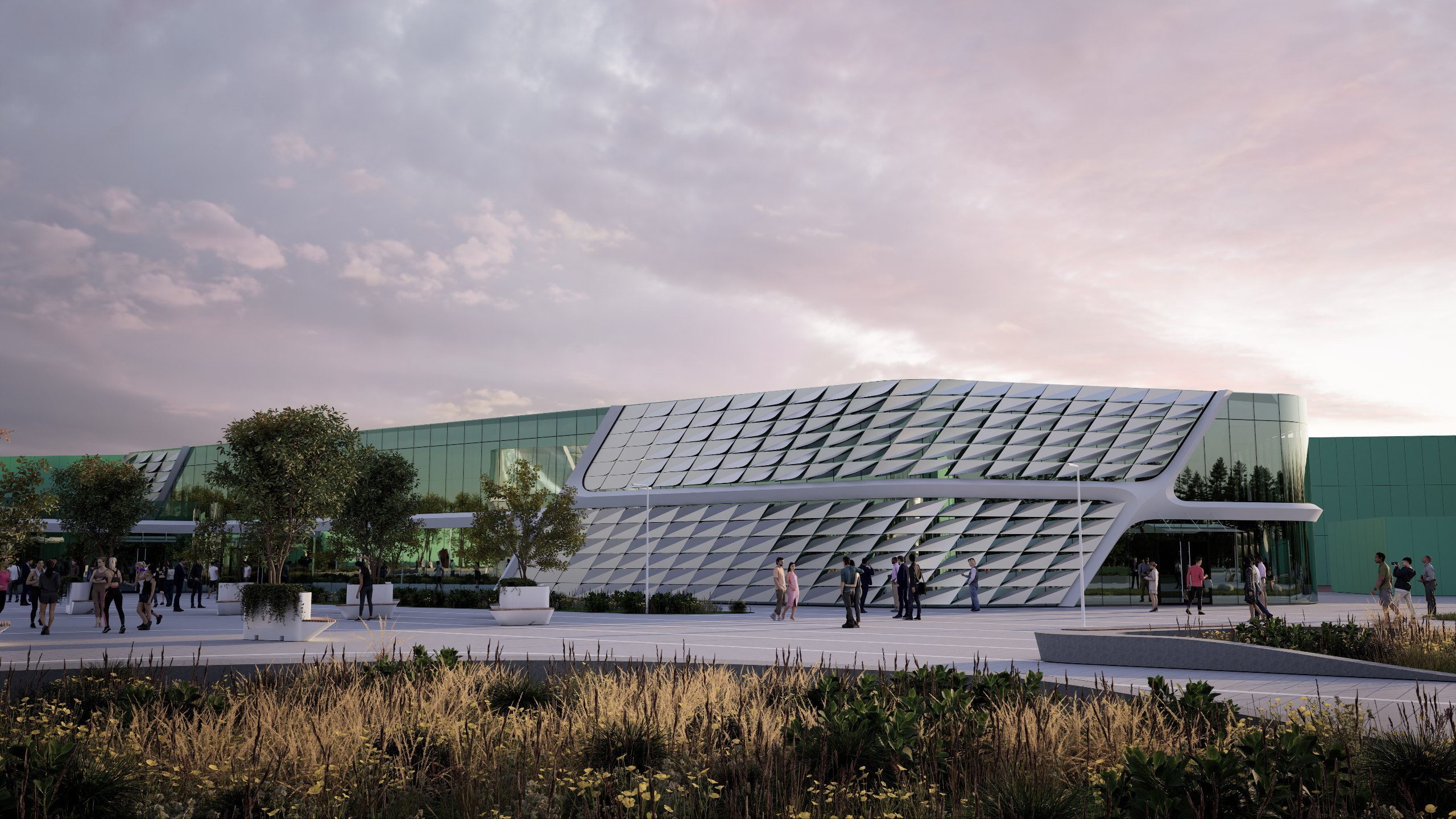
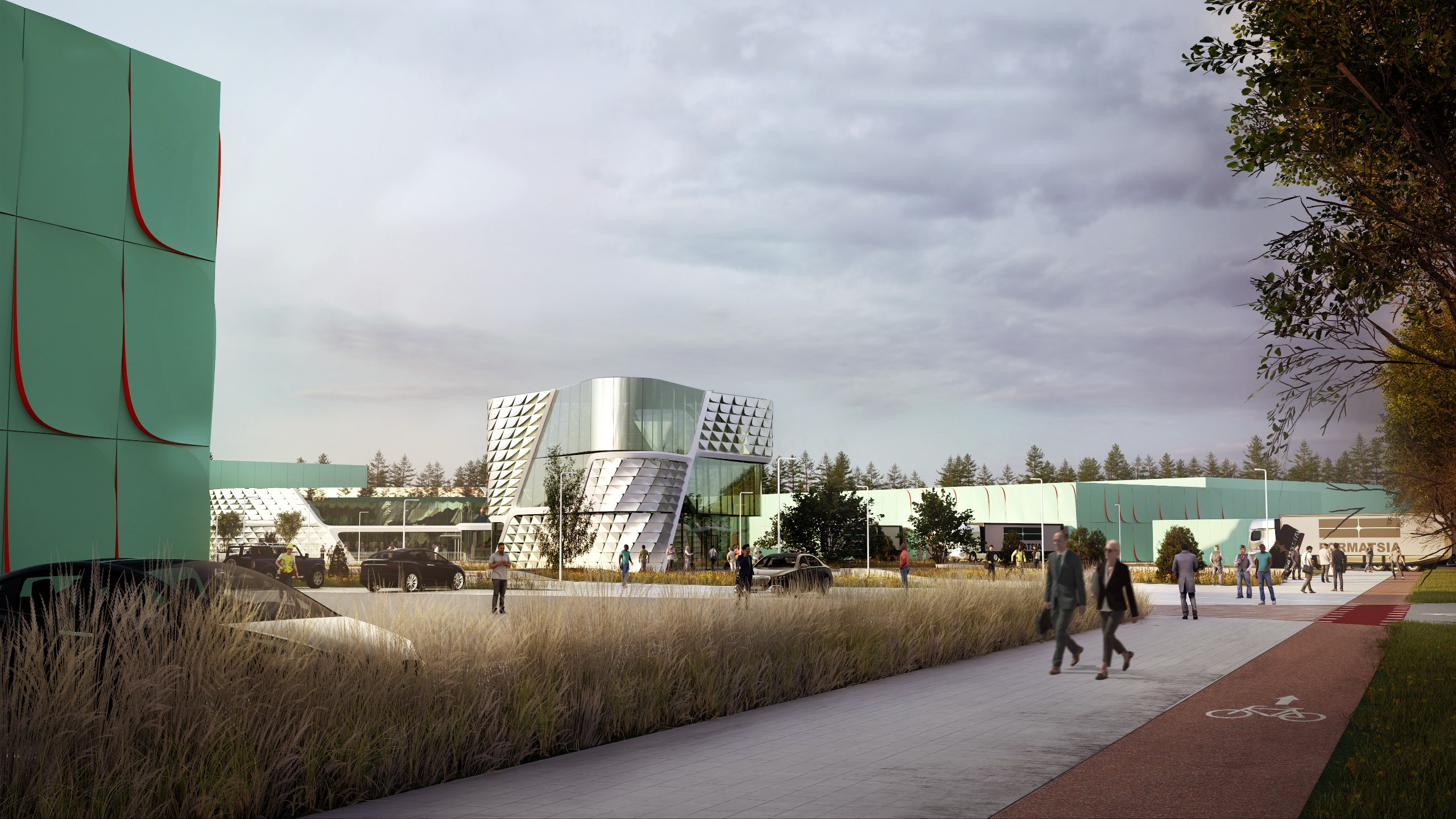